# 特比夸里米
特比夸里米（西班牙語：Tebicuarymí），是巴拉圭的城鎮，位於該國西南部，由巴拉瓜里省負責管轄，距離亞松森149公里，始建於1538年，面積122平方公里，2002年人口3,804，人口密度每平方公里14.29人。

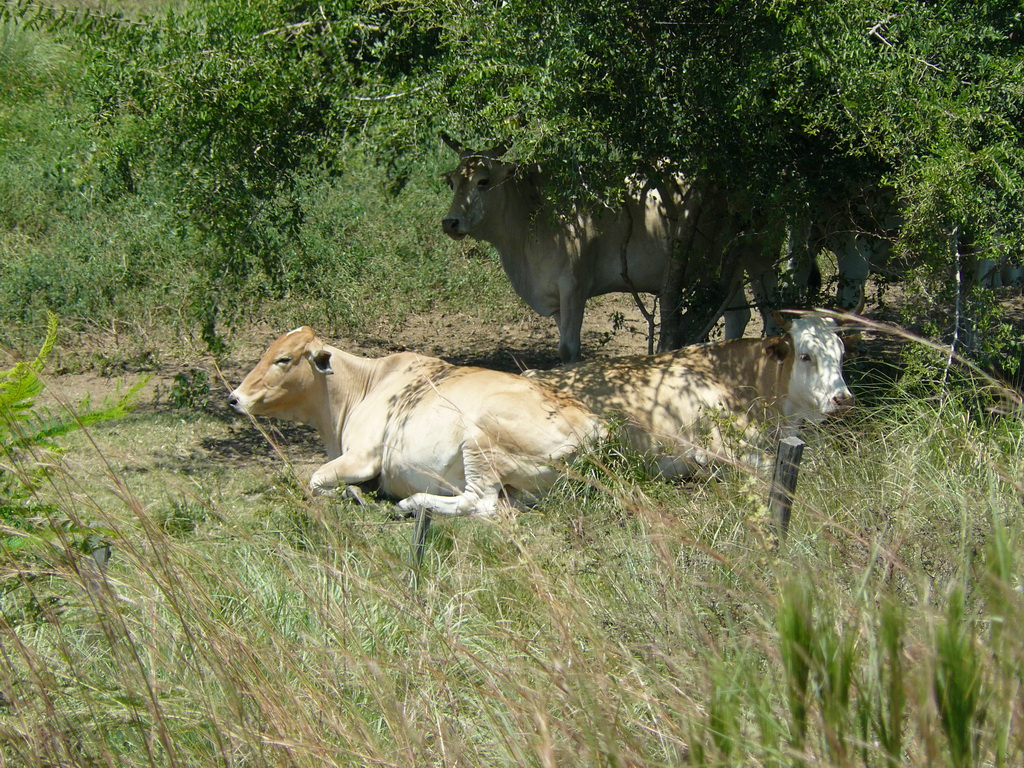